# Sabbath Bloody Sabbath (singel)
Sabbath Bloody Sabbath – utwór muzyczny zespołu Black Sabbath, zaliczany do gatunku heavy metal. Ukazał się w 1973 na albumie Sabbath Bloody Sabbath. Kompozytorzy: Ozzy Osbourne, Geezer Butler, Tony Iommi, Bill Ward.
Utwór ukazał się ponadto na singlu, znajduje się także na wszelkich kompilacjach z największymi przebojami grupy oraz albumach koncertowych. Był stałym punktem w repertuarze koncertowym, choć ograniczony tylko do pierwszej zwrotki. Był wielokrotnie wykonywany przez innych artystów, np. Anthrax, Godspeed, The Cardigans czy Bruce'a Dickinsona.

## Muzycy
Opracowano na podstawie materiału źródłowego.
- Ozzy Osbourne – wokal
- Tony Iommi – gitara elektryczna
- Geezer Butler – gitara basowa
- Bill Ward – perkusja